# Sayaboury
Sayaboury (lao ຍະບູລີ), aussi appelée Sainyabuli, Xaignabouli, Xayaburi ou Xayaboury, est une ville du Laos. C'est la capitale de la province du même nom. La ville se trouve au bord de la Nam Hung qui est un affluent du Mékong.

## Démographie
En 2015, la population de la ville est de 31 482 habitants.

## Transports
Sayaboury se trouve sur la route nationale 4 qui permet de rejoindre Luang Prabang via la route 13. La ville est desservie par l'aéroport de Sayaboury.